# Martha Labansen
Martha Johanne Marie Naja Flavia Labansen (* 18. Juli 1950 in Sisimiut) ist eine grönländische Beamte, Managerin und Kommunalpolitikerin (Siumut).

## Leben
Martha Labansen ist die Tochter des Schiffszimmermanns Hans Labansen († 1990) und der Teamleiterin Karen Olsen († 2007). Sie schloss 1977 eine Ausbildung als Sozialratgeberin an der Sozialhochschule in Kopenhagen ab. Anschließend war sie ein Jahr lang im Grønlandsministeriet angestellt. 1978 war sie kurzzeitig Leiterin von Det Grønlandske Hus in Kopenhagen und nach ihrer Rückkehr nach Grönland für ein Jahr Lehrerin an der Sozialpädagogischen Schule in Nuuk.
1979 wurde sie für die Siumut in den Rat der Gemeinde Nuuk gewählt. Im selben Jahr wurde sie im Zuge der Einführung der Hjemmestyre im Sozialdirektorat der grönländischen Regierung angestellt. Am 25. April 1980 heiratete sie den färöischen Verwaltungschef Stig Lage (1943–2014), Sohn des Kreisarztes Erik Lage († 1979) und seiner Frau Karen Waag Jacobsen († 1988). Die Kinder des Paares sind der Produktionsspezialist Klaus Lage Labansen (* 1974) und die Biologin Aili Lage Labansen (* 1977).
1986/87 wurde sie zur kommissarischen Sozialdirektorin der Regierung ernannt, bevor sie das Amt 1989 fest übernahm. 1990 sorgte eine Entscheidung von ihr in Verbindung mit der Sozialinstitution Aaqa für Unmut bei Henriette Rasmussen, die zu diesem Zeitpunkt Vorsitzende des Sozialausschusses im Inatsisartut war. Als Henriette Rasmussen im März 1991 zur Sozialministerin ernannt wurde, riet sie Martha Labansen am zweiten Arbeitstag zum freiwilligen Rücktritt, den diese aber ablehnte. Unter fragwürdigen Umständen wurde sie nach einer weiteren Verschlechterung der Zusammenarbeit im August 1991 ins Gesundheitsdirektorat versetzt. Nur wenige Monate später wurde sie im November von der Regierung entlassen. Da sie keine Begründung für ihre Entlassung erhalten hatte, endete der Fall vor Gericht, wo man sich 1993 auf eine Abfindung in Höhe von 700.000 kr. einigte.
Im Mai 1992 wurde sie zur Lokalvorsitzenden der Siumut in Nuuk ernannt. Im August 1992 wurde sie als Leiterin des Zeitungsverlags der Atuagagdliutit angestellt. Im Juli 1993 wurde sie zur Direktorin/Chefredakteurin der Atuagagdliutit ernannt, weswegen sie als Siumut-Vorsitzende in Nuuk zurücktrat. Von 1995 bis 1997 war sie Informationschefin bei KNI. 1998 wurde sie bei der grönländischen Gemeindeorganisation KANUKOKA angestellt, wo sie 2000 zur Direktorin ernannt wurde. 2013 wurde sie im Alter von 63 Jahren pensioniert.
Martha Labansen gehörte von 1995 bis 2003 der grönländischen Rechtswesenskommission an. Von 1999 bis 2003 war sie Teil der grönländischen Selvstyrekommission. Von 2003 bis 2005 war sie Vorsitzende des Strukturausschusses, der in der Kommunalreform von 2009 resultierte. Von 2007 bis 2014 war sie Aufsichtsratsvorsitzende der Royal Arctic Line. Von 2014 bis 2016 war sie Vizeaufsichtsratsvorsitzende des Kulturhauses Insp! in Roskilde. Seit 2016 ist sie in ihrer Beratungsfirma Angerla tätig. 2020 wurde sie zur Vorsitzenden der Tarifkommission der Regierung ernannt.
Am 24. Juni 2004 erhielt Martha Labansen den Nersornaat in Silber.